# カウィ語
カウィ語（カウィご、カウィ語: ꦧꦱꦗꦮ、英: Kawi language）は、文学言語、散文言語である。古ジャワ語を基礎としてサンスクリットから借用したかなりの語彙を取り込んでいる。使用されていた地域はジャワ島、バリ島、ロンボク島などの島々である。カウィはサンスクリット（梵語）で「詩人」を意味するカーヴィー（kavi）に由来する。

## 言語名別称
- 古代ジャワ語
- 古ジャワ語
- Old Javanese
- カヴィ語